# Zona secca
     Territori interamente nella zona secca
     Territori parzialmente compresi nella zona secca
     Resto della Birmania

Territori interamente nella zona secca
Territori parzialmente compresi nella zona secca
Resto della Birmania

La zona secca o Anyar (in birmano အညာ) è una zona climatica della Birmania, dove vive circa un terzo della popolazione nazionale, soprattutto membri dell'etnia birmana. Comprende territori delle regioni di Magway, Mandalay e Sagaing.
Deve il suo nome al clima steppico che la caratterizza e alle rare precipitazioni, fenomeno dovuto alla presenza dei monti Arakan, che impediscono ai monsoni di raggiungere la regione. Come effetto di questa situazione, la zona secca è stata largamente deforestata, in particolare dopo l'indipendenza della Birmania dal Regno Unito del 1948.

## Clima e geografia
La zona secca è caratterizzata da vari climi, che vanno da quello steppico a quello umido; le precipitazioni sono scarse e ciò comporta periodi di siccità. Circondata dai monti Arakan a ovest, dalla catena Pegu a sud e dall'altopiano Shan a est, è attraversata dal fiume Irrawaddy e dai suoi affluenti, come il Chindwin.

## Agricoltura
La zona secca è il centro delle attività agricole in Birmania: qui si trovano due terzi dei terreni arabili del Paese; inoltre, da cui proviene il 35% del raccolto del grano. A causa dell'instabilità climatica, però, le condizioni economiche della Dry Zone sono prevalentemente di basso livello. Dal 2021 si sono verificate migrazioni di massa dalla regione al resto della Birmania, a causa della diffusione del COVID-19, del colpo di Stato e dei cambiamenti climatici.
Secondo un sondaggio condotto dal Programma alimentare mondiale prima del 2014, il 27% dei bambini che vivono nella zona secca soffrono di malnutrizione.

## Storia politica
La zona secca ospita la maggior parte dei birmani, l'etnia maggioritaria del paese, pertanto è spesso definita il «cuore del Paese».
Diverse dinastie storiche hanno regnato e governato la zona secca, fra i quali il Regno Pagan e la Dinastia Konbaung. All'inizio degli anni 1970, il dittatore Ne Win cercò senza riuscirci di trasferire la popolazione residente nella zona secca nello Stato Shan, al centro del Paese.
Il conflitto interno in Birmania, sviluppatosi a partire dal 1948 poco dopo che il Paese ottenne l'indipendenza dal Regno Unito, non ha interessato significativamente la zona secca; tuttavia, a partire dal colpo di Stato del 2021, anche i residenti della regione sono stati coinvolti nella guerra civile birmana.